# Chersotis juncta
Chersotis juncta är en fjärilsart som beskrevs av Augustus Radcliffe Grote 1878. Chersotis juncta ingår i släktet Chersotis och familjen nattflyn. Inga underarter finns listade i Catalogue of Life.